# قائمة المدن دون بلديات في لبنان
تنقسم أقضية لبنان الـ 26 في لبنان إلى مدن تضم بلديات ومدن بدون بلديات يرأسها المختار فقط. وتقتصر سلطة المختار على إدارة الأحوال الشخصية للسكان ولا تشمل تطوير البلدة والسلطات القضائية والشرطة البلدية. فيما يلي قائمة المدن في لبنان دون البلديات.

## محافظة جبل لبنان

### قضاء عاليه
أغميد  · بتاتر  · بحمدون الضيعة  · بحمدون المحطة  · بحوارة  · بخشتيه  · بدادون  · بدغان  · بساتين  · بسرين  · بسوس  · بشامون  · بطلون  · بعلشميه  · بعورته  · بليبل  · بمكين  · بمهريه  · بنيه  · بوزريده  · بيصور  ·تعزانية  · جسر القاضي  · حبرمون  · حومال  · دفون  · دقـوّن  · دويرالرمان  · دير قوبل  · رجمة  · رشميا  · رمحالا  · رملية  · رويسة النعمان  · رويسات  · سرحمول  · سلفايا  · سوق الغرب  · شارون (عاليه)  · شانيه  ·شرتون  · شملان  · شويفات  · شويفات حي الامراء  · شويفات حي العمروسية  · شويفات حي القبة  · صوفر  · عاليه  · عاليه شمالي  · عاليه غربي  · عاليه قبلي  · عاليه وسطاني  · عبيه  · عرمون  · عزونيه  · عيتات  ·عين الجديدة  · عين الحلزون  · عين الرمانة  · *عين الفريدس  · عين المرج  · عين تراز  · عين جويق  · عين داره  · عين درافيل  · عين عنوب  · عين كسور  · عيناب  · الغابون (لبنان) · قماطية  · كحالة  · كفرعميه  ·كفرمتى  · كيفون  · مجدل بعنا  · مجدليا  · مريجات  · مزرعة النهر  · مشرفه  · معصريتي  · منصورية  · بصوص  · حارة سالم  · وطى شارون  · بوار الدين  · وادي بدغان  · عين عزيمة  · عين مرعي  · عين السيدة  ·عين الجوزة  · قبرشمون  · مشقيتي  · تلتيتة

### قضاء جبيل
اده . إهمج . بجه . بربارة . بشتلدا . بلاط . ترتج . جاج . جبيل . جدايل . حالات . حجولا . حصارات . حصرايل . حصون . راس اسطا . ريحانة . شيخان . عين الصوانة . عكفا . علمات . عمشيت . عنايا . عين الغويبة . فتري . فيدار. قرطبا . المغيري . عبّود . يانوح . كترة . كفر بعال . لاسا . عاقورة . كفر حتى . لحفد . لقلوق .مجدل . أفقا . مزرعة السياد . مشان . مشمش . منصف . ميفوق . معاد . نهر إبراهيم . أفقا

## محافظة النبطية

### قضاء بنت جبيل
أمية . برج قلاويه . برعشيت . بنت جبيل . بيت ليف . بيت ياحون . بير السناسل . تبنين . جباب العرب . الجميجمه . حاريص . حانين . حداثا . خربة سلم . دبل . دير انطار . دوبيه . رامية . رشاف . رميش . السلطانيه . سموخيا .شقراء ودوبيه . صربين . صفد البطيخ . الطيري . عيتا الجبل . عيتا الشعب . عيترون . عين إبل . عيناتا . الغندورية . فرون . قطمون . قالويه . القوزح . كفر دونين . كفرا . كورا . كونين . مارون الراس . يارون . ياطر

## محافظة الشمال

### قضاء زغرتا
إهدن . ارده · عشاش · عينطورين · علما · عربة قزحيا · عرضة · عرجس · أيطو · بسلوقيط · بحيري . بنشعي · داريا · حارة الفوار · ايعال · كرم سدة · كفردلاقوس · كفرصغاب · كفرفو · كفرحاتا · كفرياشيت · كفرزينا ·قره باش · مزرعة التفاح · مجدليا · مزيارة · مرياطة · حرف · رشعين · راس كيفا · سبعل · سرعل · تولا · زغرتا · بشنين · المرة · حميس · صخرة · أسلوت . اجبع . بيت عوكر . بيت عبيد . بوسيط . القادرية . حيلان .بسبعل . كفرشخنا . كفرحورا . أصنون . الخالدية . مزرعة بلحص . مزرعة كفريا . مزرعة حريقص . فراديس . عردات .